# Charles Paul Alexander
Charles Paul Alexander (Gloversville, New York, 25 september 1889 - 3 december 1981) was een Amerikaanse entomoloog. 
Charles Paul Alexander was de zoon van Emil Alexander en Jane Parker. Zijn vader emigreerde naar de Verenigde Staten in 1873 en veranderde zijn achternaam van Schlandensky naar Alexander. Charles ging naar Cornell University in 1909 en
haalde zijn Bachelor of Science in 1913 en een Ph.D. in 1918. Tussen 1917 en 1919 was hij entomoloog aan de Universiteit van Kansas, daarna van 1919 tot 1922, aan de Universiteit van Illinois.
Daarna werd hij hoogleraar entomologie in het Massachusetts Agricultural College in Amherst. Hij bestudeerde muggen , vooral in de langpootmuggenfamilie Tipulidae. Hij beschreef meer dan 11.000 soorten en geslachten van diptera, wat neerkomt op ongeveer 1 soort beschrijving per dag, zijn hele carrière lang.

## Publicaties
- A synopsis of part of the Neotropical Crane-flies of the subfamily Limnobinae (Tipulidae) (1913).

- Bibsys: 2083835
- Gemeinsame Normdatei: 127258868
- International Standard Name Identifier: 0000 0000 6385 8080
- Library of Congress Control Number: n91024353
- Nationale bibliotheek van Australië: 35002930
- Nationale Bibliotheek van Israël: 987011854988205171
- Nederlandse Thesaurus van Auteursnamen: 131633570
- Réseau des bibliothèques de Suisse occidentale: 02-A005901945
- Istituto Centrale per il Catalogo Unico: TO0V265941
- SNAC: w6rn4cwx
- Système universitaire de documentation: 175335540
- Museum of New Zealand Te Papa Tongarewa: 26891
- Trove: 458098
- Virtual International Authority File: 21313589
- WorldCat: E39PBJpDTxHqdcjGQvX78jPJDq